# NGC 5502
NGC 5502 este o galaxie lenticulară situată în constelația Ursa Mare. A fost descoperită în 9 mai 1885 de către Edward D. Swift⁠(d).